# Maurizio Nannucci
 (février 2022).
Si vous disposez d'ouvrages ou d'articles de référence ou si vous connaissez des sites web de qualité traitant du thème abordé ici, merci de compléter l'article en donnant les références utiles à sa vérifiabilité et en les liant à la section « Notes et références ».
Maurizio Nannucci, né le 20 avril 1939 à Florence, est un artiste italien.

## Biographie
Après des études à l'académie des beaux-arts de Florence et de Berlin, Maurizio Nannucci assiste à des cours de musique électronique et travaille pendant plusieurs années avec des groupes de théâtre expérimental, en qualité de scénographe.
En 1968, il crée à Florence la maison d'édition Exempla et Zona Archives Edizioni, soutenant une intense activité éditoriale en publiant des livres et disques d'artistes, éditions et autres documents d'artiste.
De 1974 à 1985, il est membre de l'espace sans but lucratif Zona, à Florence, organisant plus de deux cents expositions et événements. En 1981, il crée la Zona Radio, une station de radio dédiée à l'œuvre sonore des artistes et à la musique expérimentale, pour fonder après, en 1998, avec Paolo Parisi, Massimo Nannucci, Carlo Guaita, Paolo Masi et Antonio Catelani, Base/Progetto per l'arte, un espace sans but lucratif mené par les artistes en faveur d'autres artistes.
Depuis les années 1960, Maurizio Nannucci explore la relation entre l'art, le langage et l'image, entre la couleur-lumière et l'espace, en créant des propositions conceptuelles sans précédent, caractérisées par l'utilisation de différents médias: néon, photographie, vidéo, son, éditions et livres d'artiste.
Ses premiers travaux au néon datent de 1967, ils apportent à son travail une dimension plus variée de sens et une nouvelle perception de l'espace. Depuis lors, la recherche de Nannucci a toujours été intéressée par un dialogue interdisciplinaire entre l'art, l'architecture et le paysage urbain, comme en témoigne la collaboration avec Renzo Piano, Massimiliano Fuksas, Mario Botta, Nicholas Grimshaw, Stephan Braunfels. Il a participé à plusieurs reprises à la Biennale de Venise d'art et d'architecture, à la Documenta à Cassel, aux Biennales de São Paulo, Sydney, Istanbul et Valence et a exposé dans les musées et galeries du monde entier.
Parmi ses installations au néon dans des lieux et institutions publiques : Carpenter Center, université Harvard, Cambridge ; auditorium Parco della Musica, Rome ; Bibliothek des Deutschen Bundestages et Altes Museum, Berlin ; Kunsthalle, Vienne ; Lenbachhaus Monaco de Bavière ; Villa Arson, Nice ; Peggy Guggenheim Foundation, Venise ; Mamco, Genève ; galerie d'art moderne, Turin ; Hubbrücke, Magdebourg ; Galleria degli Uffizi, Florence ; musée des beaux-arts, Boston ; MAXXI, Rome; Palazzo della Pilotta, Parma.

## Installations publiques dans les musées

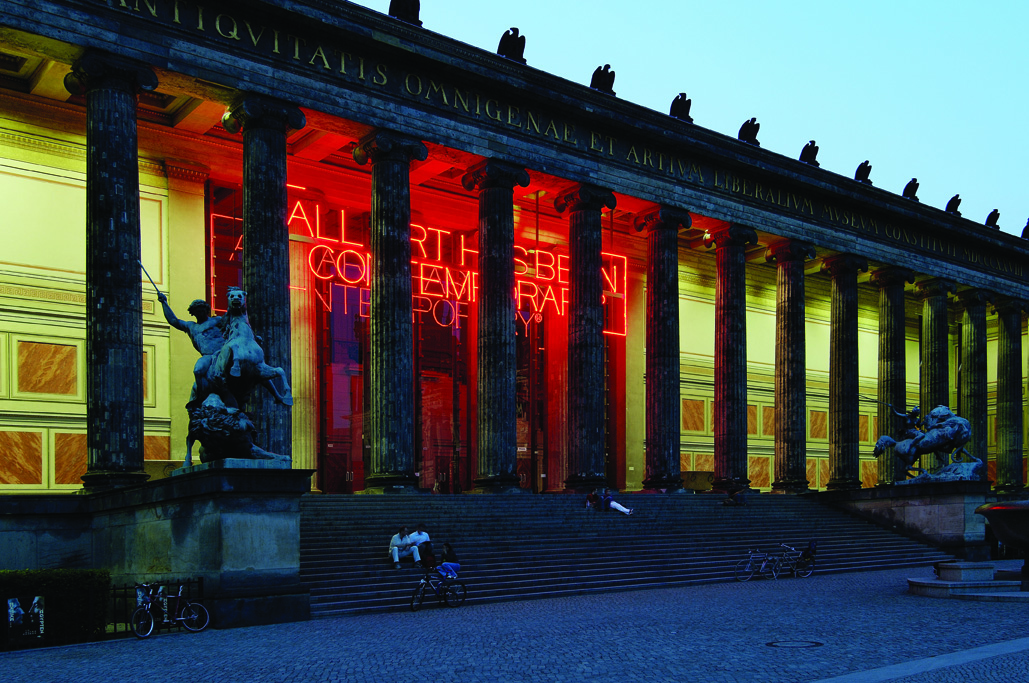
All Art Has Been Contemporary, neon lights, Altes Museum, Berlin, 1999/2000.
More than meets the eye MAXXI, Rome 2015.
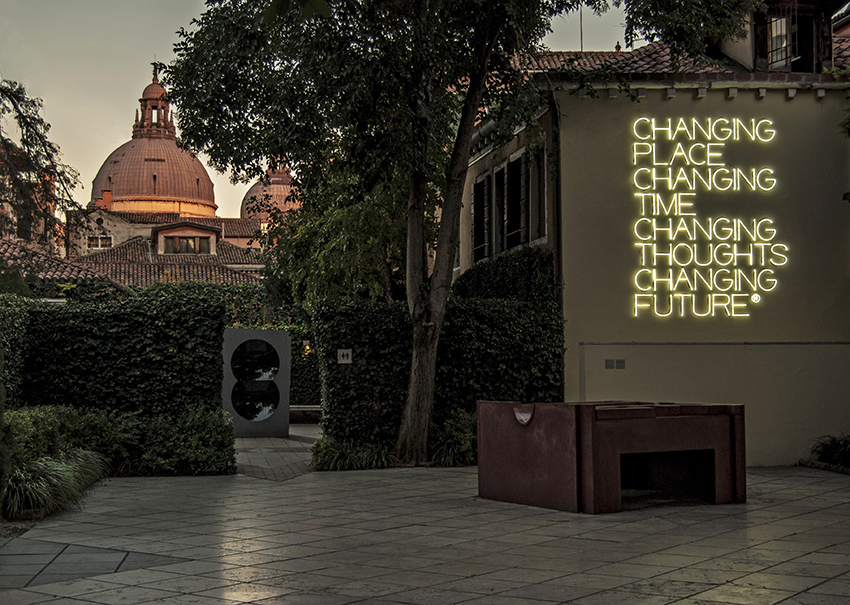
Changing place, Guggenheim Venise, 2003.
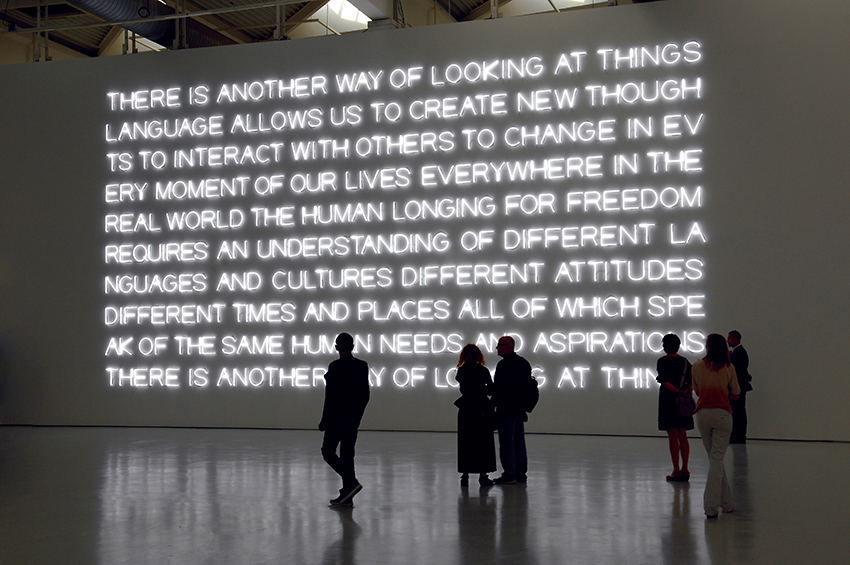
There is another way of looking, musée d'Art moderne et contemporain de Saint-Étienne Métropole, 2012.
Shadow of light, Kasseler Kunstverein Fridericianum, Cassel, 1993.
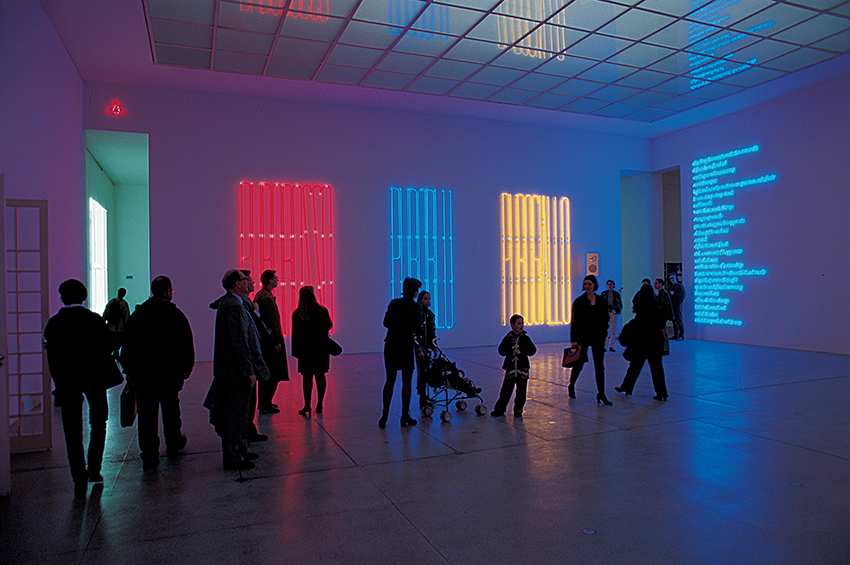
Puro rosso puro giallo puro blu, 1990.

## Publications
- Bag Book Back. Maurizio Nannucci. Incertain Sens, Dijon, France, Les Presses du réel, avec le Frac Bretagne, 2013, 104 p.  (ISBN 978-2-914291-49-1)
- Where to start from, catalogue Maxxi Museum, Mousse, Milan 2015
- Top hundred, Museion, Bolzano, avec Museo Marini, Zona Archives, Firenze 2017
- To cut a long story short, writings, interviews, notes, pages, scores, Corraini editore, Mantova avec Zona Archives, Firenze
- This sense of hopenness / Correspondences, Flat edizioni, Torino 2019